# Hadrotettix nebulosus
Hadrotettix nebulosus är en insektsart som beskrevs av Scudder, S.H. 1900. Hadrotettix nebulosus ingår i släktet Hadrotettix och familjen gräshoppor. Inga underarter finns listade i Catalogue of Life.